# Pomnik Wdzięczności Żołnierzom Armii Radzieckiej w Warszawie

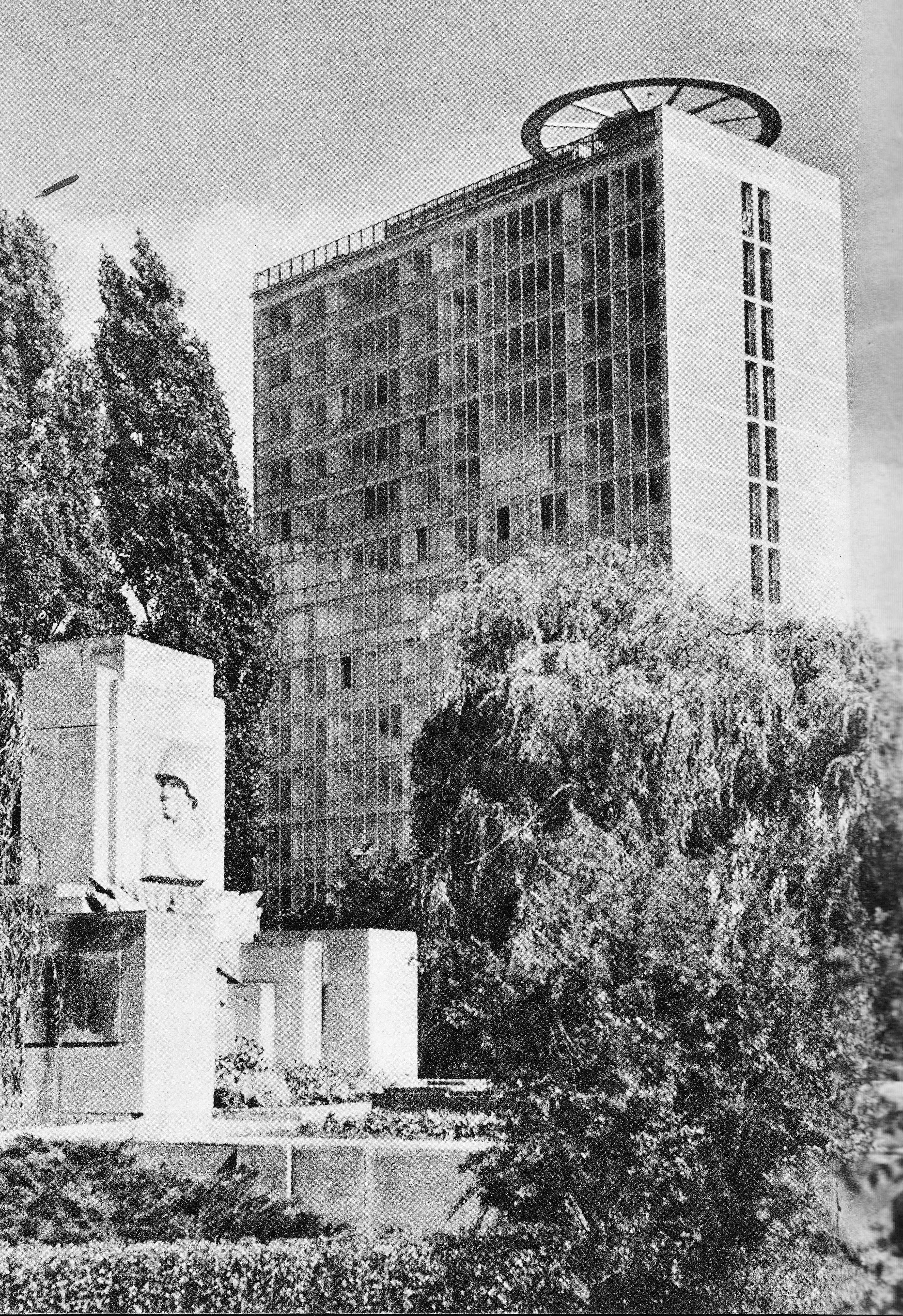
Monument w pierwotnej lokalizacji. W tle widoczny pierwszy wieżowiec prawobrzeżnej Warszawy wzniesiony w latach 1962–1963 przy al. Jerzego Waszyngtona 2b według projektu Marka Leykama

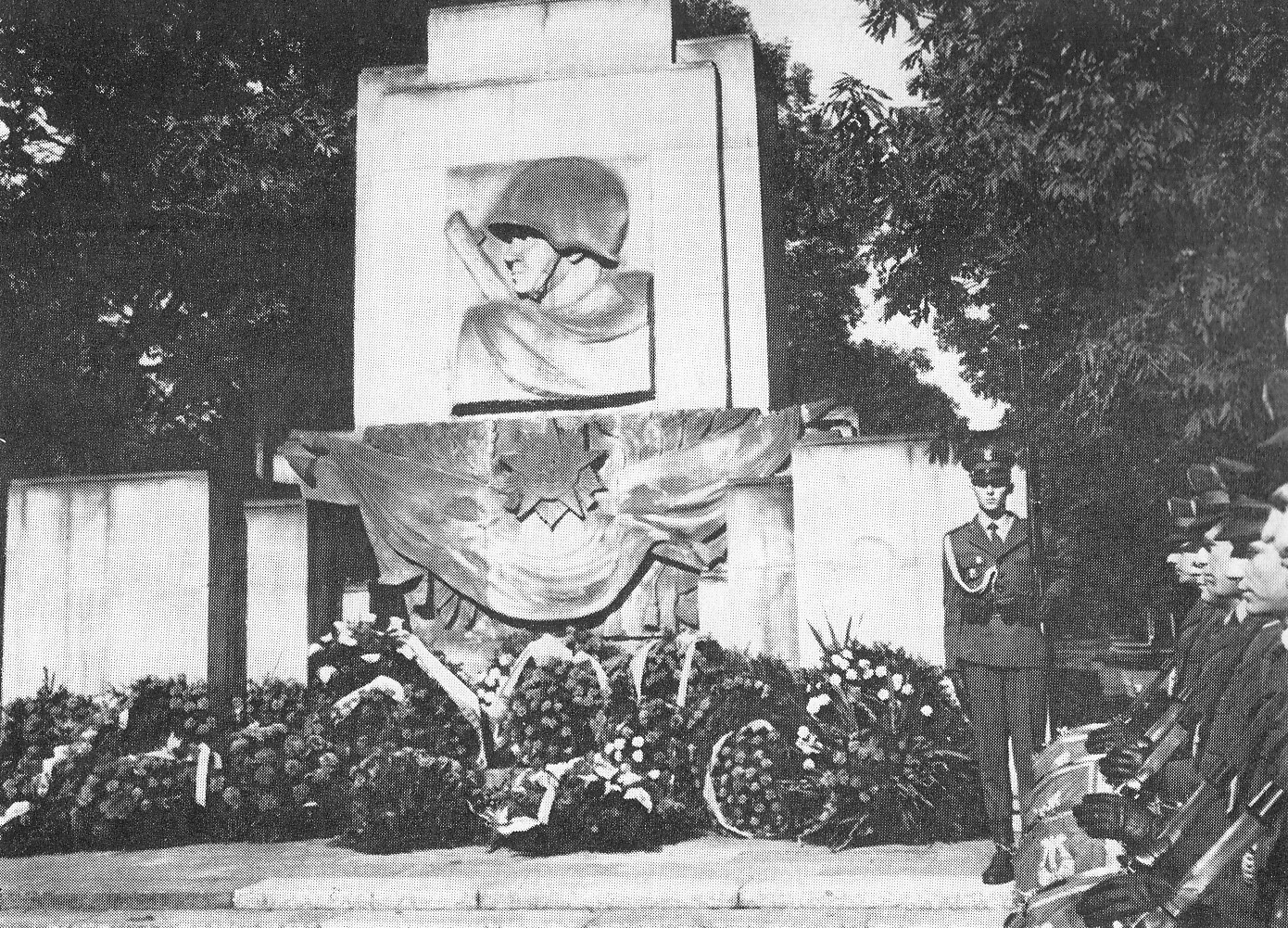
Uroczystości pod pomnikiem w rocznicę wyzwolenia Pragi spod okupacji niemieckiej (lata 70. XX wieku)

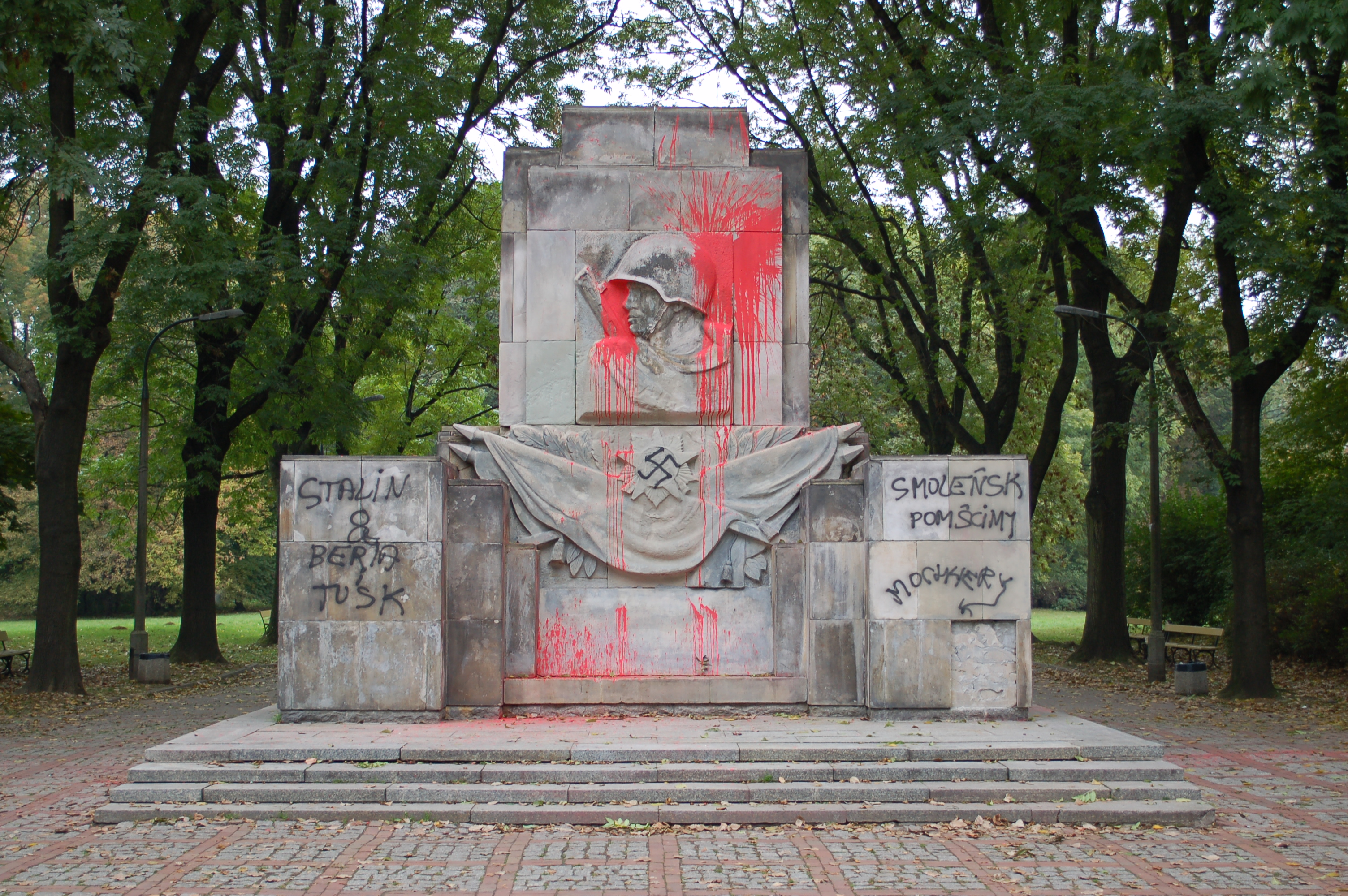
Zdewastowany pomnik (2011)

 Pomnik Wdzięczności Żołnierzom Armii Radzieckiej, także pomnik Wdzięczności Armii Radzieckiej, pomnik Wdzięczności, pomnik Poległych Żołnierzy Armii Czerwonej – pomnik, który w latach 1946–2018 znajdował się na osi alei głównej parku Skaryszewskiego w Warszawie. Monument wzniesiono w miejscu grobu 26 żołnierzy, którzy zginęli 13 września 1944 w pobliżu ronda Waszyngtona nacierając od strony ul. Grochowskiej.  

## Historia
Monument upamiętniający żołnierzy radzieckich poległych w dniach 10–15 września 1944 w walkach o Pragę został odsłonięty 15 września 1946, w drugą rocznicę wyzwolenia Pragi (14 września 1944).
Podczas przebudowy ronda w 1968 ciała żołnierzy zostały ekshumowane i przeniesione na Cmentarz Mauzoleum Żołnierzy Radzieckich przy ul. Żwirki i Wigury, a sam pomnik przesunięto w głąb głównej alei parku Skaryszewskiego. W pobliżu pierwotnej lokalizacji pomnika znajduje się obecnie popiersie Ignacego Jana Paderewskiego.
Po 1989 monument był wielokrotnie dewastowany, a środowiska prawicowe żądały jego usunięcia.
Pomnik został rozebrany w październiku 2018 na zlecenie Zarządu Zieleni m.st. Warszawy na podstawie przepisów ustawy z dnia 1 kwietnia 2016 r. o zakazie propagowania komunizmu. Nie zrealizowano pomysłu przeniesienia go na teren Cmentarza Mauzoleum Żołnierzy Radzieckich. Z monumentu zachowano 10 kamiennych płyt z przeznaczeniem dla Muzeum Zimnej Wojny w Podborsku.

## Projekt i wymowa
Pomnik został zaprojektowany przez A. Nenko (według innego źródła – mjr Antonienko), został wykonany z piaskowca przez Stanisława Sikorę, Stefana Mamota i Józefa Trenarowskiego. Na rozbudowanym postumencie z podniesioną częścią środkową umieszczono stelę z płaskorzeźbą żołnierza Armii Radzieckiej pod którą znajdowały się złożone sztandary.
Na monumencie znajdowały się dwie tablice z napisem po polsku i rosyjsku.
Treść napisu po polsku (układ oryginalny):
WIECZNA CHWAŁA

BOHATEROM

ARMII CZERWONEJ

POLEGŁYM W WALKACH

O WYZWOLENIE

STOLICY POLSKI

WARSZAWY
Treść napisu w języku rosyjskim (układ oryginalny):
ВЕЧНАЯ СЛАВА

ГЕРОЯМ

КРАСНОЙ АРМИИ

ПАВШИМ В БОЯХ

ЗА ОСВОБОЖДЕНИЕ

СТОЛИЦЫ ПОЛЬШИ

г. ВАРШАВЫ
Z tyłu pomnika umieszczono wiersz Tadeusza Kubiaka z 1946:
ZIEMIO, Z KTÓREJ NIE WRÓCĘ,

ZIEMIO, NA KTÓREJ POLEGŁEM,

WITAJ I ŻEGNAJ MIASTO,

TO ZA KAMIEŃ Z TWYCH BRUKÓW, ZA CEGŁĘ

ZA TO BY WIŚLE WOŁGA,

A WISŁA WOŁDZE ODDAŁA

OSTATNIĄ KROPLĘ SWEJ WODY

JAK JA TOBIE KREW MEGO CIAŁA.

/Tadeusz Kubiak 1946/